# Парадокс дечака или девојчице
Парадокс дечака или девојчице окружује низ питања у теорији вероватноће која су такође позната као Ту Чајлд Проблем, Мистер Смит'с чилдрен и Мисис Смит Проблем. Почетна формулација питања датира од најмање 1959, када је Мартин Гарднер објавио једну од првих варијанти парадокса у часопису Scientific American. Наслов Проблем два детета енгл. The Two Children Problem, он је формулисао парадокс на следећи начин:
- Господин Џонс има двоје деце. Старије дете је девојчица. Која је вероватноћа да су оба детета девојчице?
- Господин Смит има два детета. Бар једно од њих је дечак. Која је вероватноћа да су оба детета дечаци?

Гарднер је првобитно дао одговоре 1/2 и 1/3; али је касније признао да је друго питање било двосмислено. Његов одговор може да буде 1/2, у зависности од тога како сте сазнали да је једно дете дечак. Двосмисленост, зависно од тачне формулације и могућих претпоставки, потврдили су Бар-Хилел и Фолк, и Никерсон.
Друге варијанте овог питања, са различитим степеном двосмислености, су недавно популаризовали Аск Мерилин у Перед Магазин, Џон Тирни у Њујорк Тајмс, Леонард Млодинов у Дранкардс Волк. Једна студија је показала да када су пренете идентичне информације, али са делимично различитим двосмислених садржајем који истиче различите тачке, да се проценат МБА студената који је одговорио 1/2 променио од 85% до 39%.
Парадокс је често стимулисо много контроверзи. Многи људи се слажу за обе стране са великом дозом самопоуздања, понекад показују презир према онима који имају супротни став. Парадокс потиче од тога да ли је проблем подешавања сличан за два питања. Интуитивно одговор је 1/2. Овај одговор је интуитиван, ако је питање води читаоца да верује да постоје две подједнако вероватне могућности за пол другог детета (тј, дечак и девојчица),и да је вероватноћа ових резултата апсолутна, а не условна.

## Заједничке претпоставке
Два могућа одговора деле бројне претпоставке. Прво, претпоставља се да се простор свих могућих догађаја може лако избројати, пружајући екстензионалну дефиницију исхода: {ББ, БГ, ГБ, ГГ}. Овај податак указује на то да постоје четири могуће комбинације деце, називајући дечаке Б и девојчице Г, и користећи прво слово за представљање старијег дете. Друго, претпоставља се да су ови резултати подједнако вероватни.То подразумева следећи модел, Бернули процес са
1. Свако дете је или мушко или женско.
2. Свако дете има исте шансе да буде мушко или да буде женско.
3. Пол сваког детета је независан од пола другог.

Математички исход би био исти ако су формулисани у смислу бацања новчића.

## Прво питање
- Господин Џонс има два детета. Старије дете је девојчица. Која је вероватноћа да су оба детета девојчице?

Под поменутим претпоставкама, у овом проблему, случајна породица је изабрана. У овом узорку простору, постоји четири подједнако вероватних догађаја:
| Старије дете | Млађе дете |
| ------------ | ---------- |
| Девојчица    | Девојчица  |
| Девојчица    | Дечак      |
| Дечак        | Девојчица  |
| Дечак        | Дечак      |

Само два од ових могућих догађаја испуњавају критеријуме наведене у питању (тј, ГГ, ГБ). Будући да обе од  две могућности у новом простору узорка {ГГ, ГБ} су подједнако вероватне, а само једна од њих две, Г. Г., укључује две девојчице, вероватноћа да је млађе дете такође девојчица је 1/2.

## Друго питање
- Господин Смит има два детета. Бар једно од њих је дечак. Која је вероватноћа да су оба детета дечаци?

Ово питање је идентично питању један, осим што је уместо навођења да је старије дете дечак, наведено да је бар једно од њих дечак. У одговору на читалачке критике на питање које је постављено 1959. године, Гарднер се сложио да је прецизна формулација питања од кључног значаја за добијање различитих одговора на питање 1. и 2. Конкретно, Гарднер тврди да би "неуспех прецизирања случајне процедуре " могао навести читаоце да тумаче питање на два различита начина:
- Од свих породица са двоје деце, најмање једно од њих је дечак, породица је изабрана насумце. То би дало одговор 1/3.
- Од свих породица са двоје деце, једно дете је изабрано насумице и пол тог детета је наведен да је дечак. То би дало одговор 1/2[3][4]

Гринстед и Снел тврде да је питање двосмислено на исти начин који је учинио Гарднер.
На пример, ако видите децу у башти, можете видети дечака. Друго дете може бити скривено иза дрвета. У том случају, изјава је еквивалентна другој (дете које видите је дечак). Прва изјава не одговара да је у једном случају један дечак, једна девојчица. Онда девојчица може бити видљива. (Прво саопштење наводи да то могу бити обоје.)
Иако је сигурно тачно да сваки могући господин Смит има најмање једног дечака (тј. услов је потребан) није јасно да је сваки господин Смит са најмање једним дечаком намењен. Проблем изјаве не каже да је имајући дечака довољан услов за господина Смита да се идентификује као да има дечака на овај начин.
Коментаришући Гарднерову верзију проблема, Бар-Хилел и Фолк напомињу да је "господин Смит, за разлику од читаоца, вероватно свестан пола оба његова детета приликом доношења ове изјаве", односно да "Имам двоје деце и најмање једно од њих је дечак." Уколико се и даље претпоставља да ће господин Смит пријавите ову чињеницу ако је то истина онда је тачан одговор 1/3 као што је Гарднер сматрао.

## Анализа двосмисленост
Ако се претпостави да је ова информација добијена гледањем оба детета да се види да ли постоји бар један дечак, услов је неопходан и довољан. Три од четири подједнако вероватне могућности за породицу са два детета у узорку простора изнад испуњеног услова, као у овој табели:
| Старије дете | Млађе дете |
| ------------ | ---------- |
| Девојчица    | Девојчица  |
| Девојчица    | Дечак      |
| Дечак        | Девојчица  |
| Дечак        | Дечак      |

Стога, ако се претпостави да су оба детета размотрена приликом потраге за дечаком, одговор на питање 2 је 1/3. Међутим, ако је први пут изабрана породица и онда случајно, истинита тврдња је донесена о полу једног детета у тој породици, без обзира да ли су оба размотрена, исправан начин да се израчуна условна вероватноћа није да рачунају сви случајеви који укључују дете тог пола. Уместо тога, морају се узети у обзир само вероватноће где ће изјава бити направљена у сваком случају. Дакле, ако АЛОБ представља догађај где је изјава "најмање један дечак", и АЛОГ представља догађај где је изјава "најмање једна девојчица", онда ова табела описује узорак простора:
| Старије дете | Млађе дете | В(ове породице) | В(АЛОБ дат овој породици) | В(АЛОГ дат овој породици) | В(АЛОБ и ова породица) | В(АЛОГ и ова породица) |
| ------------ | ---------- | --------------- | ------------------------- | ------------------------- | ---------------------- | ---------------------- |
| Девојчица    | Девојчица  | 1/4             | 0                         | 1                         | 0                      | 1/4                    |
| Девојчица    | Дечак      | 1/4             | 1/2                       | 1/2                       | 1/8                    | 1/8                    |
| Дечак        | Девојчица  | 1/4             | 1/2                       | 1/2                       | 1/8                    | 1/8                    |
| Дечак        | Дечак      | 1/4             | 1                         | 0                         | 1/4                    | 0                      |

Дакле, ако Вам је речено да је најмање један дечак када је чињеница случајно изабрана, вероватноћа да су оба дечака је P(ALOB and BB)/P(ALOB) = (1/4)/(0+1/8+1/8+1/4)=1/2.

## Бајесова анализа
Следећи аргументе класичне вероватноће, разматрамо велики кош који садржи двоје деце. Претпостављамо једнаком вероватноћом да је или дечак или девојчица. Три видљива случаја су ова: 1. оба су девојчице (GG) — са вероватноћом P(GG) = 0.25, 
2. оба су дечаци (BB) — са вероватноћом P(BB) = 0.25, и  3. један од сваког (G.B) — са вероватноћом P(G.B) = 0.50. Ово су претходне вероватноће.
Сада смо додали додатну претпоставку да "најмање један је дечак" = Б. Помоћу Бајесове теореме, налазимо
P(BB|B) = P(B|BB) · P(BB) / P(B) = 1 · 1/4 / 3/4 = 1/3.
где P(A|B) представља "вероватноћа A одређена B". 
P(B|BB) = вероватноћа најмање једног дечака имајући у виду да су обојица дечаци = 1.
P(BB) = вероватноћа да су обојица дечаци = 1/4 из претходне дистрибуције.
P(B) = вероватноћа најмање једног дечака, који укључује случајеве BB и G.B = 1/4 + 1/2 = 3/4.
Имајте на уму да, иако природна претпоставка изгледа да је  вероватноћа 1/2, тако да добијене вредности од 1/3 изгледају ниско, актуелна "нормална" вредност за P(ВВ) је 1/4, тако да је 1/3 заправо мало већа.
Парадокс настаје због тога што је Друга претпоставка донекле вештачка, а када описује проблем у стварном окружењу ствари се мало лепљива. Колико знамо да је "најмање" је један дечак? Један опис проблема наводи да гледамо у прозор, видим само једно дете, а то је дечак. Ово звучи као исте претпоставке. Међутим, ово је еквивалентно "узорковања" дистрибуције (тј уклањање једно дете из урне, утврђивања да је дечак, онда замене). Назовимо изјава "узорак је дечак" предлог "Б". Сада имамо:
P(BB|b) = P(b|BB) · P(BB) / P(b) = 1 · 1/4 / 1/2 = 1/2.
Разлика је P(b), која је само вероватноћа цртања дечака из свих могућих случајева (тј. без "најмање"), која је очигледно 0.5.
Бајесова анализа лако генерализује предмет у коме смо претпоставили  50/50 становништва. Ако немамо податке о становништву онда претпоставимо да је "први стан", односно н P(GG) = P(BB) = P(G.B) = 1/3. У овом случају претпоставка "најмање" даје резултат P(BB|B) = 1/2, а претпоставка узорка даје P(BB|b) = 2/3, резултат је изводљив из Рул оф Саксешн.
Претпоставимо да сте опкладили да је господин Смит имао два дечака, а добила фер шансе. Платили сте 1$ и добићете 4$ ако има два сина. Ми гледамо на ваше опкладе као на инвестицију која ће повећати вредности као када добра вест стиже. Који докази би Вас учинили срећнијим због ваше инвестиције? Учење да је најмање једно дете од два детета дечак, или учење да је најмање једно дете од једног дечак?
Писмо је унапред мање вероватно, а самим тим боље су вести. То је разлог зашто два одговора не могу бити иста.
Сада за бројеве. Ако се кладимо на једно дете и победимо, вредност инвестиције је удвостручена. Мора се поново удвостручити до 4$, тако да су шансе 1 и 2.
С друге стране, ако смо сазнали да је најмање једно од двоје деце дечак, наша инвестиција се повећава, као да смо зарадили на овом питању. Наш један долар сада вреди 4/3$. Да бисмо дошли до 4$ ипак морамо да повећамо наше богатство троструко. Дакле, одговор је 1 у 3.

## Комбинације питања
Након популаризације Гарднеровог парадокса он је представљен и дискутован у различитим облицима. Прва варијанта представљена од стране  Бар-Хилела и Фолка гласи:
- Господин Смит је отац двоје деце. Срећемо га како хода улицом са дечаком кога са поносом представља као свог сина. Колика је вероватноћа да је гдруго дете осподина Смита такође дечак?

Бар-Хилел и Фолк користе ову варијанту да истакну значај с обзиром на основне претпоставке. Интуитивно одговор је 1/2 и, приликом доношења најприродније претпоставке, то је тачно. Међутим, неко може тврдити да "... пре него што је господин Смит идентификује дечака као свог сина, знамо само да је или отац два дечака, ББ, или две девојчице, ГГ, или једног од сваког по било редоследу рођења, тј. БГ или ГБ. Под претпоставком поновне независности, почињемо са вероватноћом од 1/4 да је Смит отац два дечака. Откривање да има најмање једног дечака искључује догађаја ГГ. Обзиром да су остала три догађаја независна, добијамо вероватноћу 1/3 за ББ.
Природна претпоставка је да господин Смит изабрао дете сапутника насумице. Ако је тако, како комбинација ББ има двоструку вероватноћу или БГ или ГБ који су довели до тога да је дечак пратилац (и комбинација ГГ има нулту вероватноћу), синдикат догађаја БГ и ГБ постаје независтан од догађаја ББ, тако да је шанса да је друго дете такође дечак 1/2. Бар-Хилел и Фолк, међутим, указују на алтернативни сценарио. Они замишљају културу у којој су дечаци увек изабрани над девојчицама као пратиоци. У том случају, комбинације ББ, БГ и ГБ су претпостављене као подједнако вероватне да резултирају из дечака сапутника, а самим тим и вероватноћа да је друго дете такође дечак је 1/3.
Године 1991, Мерилин вос Савант одговорила је на питање читаоцу који ју је замолио да одговори на варијанту парадокса дечака или девојчице који је укључивао биглове. Године 1996, она је објавила питање поново у другачијем облику. Питања 1991. и 1996. године су формулисана:
- Трговац каже да она има две нове бебе да Вам покаже, али она не зна да ли су мушко, женско, или пар. Ви јој кажете да желите само мушко, а она телефонира колеги који их купа. "Да ли је најмање један мушко?" она га пита. "Да!" она Вас обавештава са осмехом. Колика је вероватноћа да је и друго мушко?
- Рецимо да жена и мушкарац (који немају везе) имају по двоје деце. Знамо да је најмање једно од женине деце дечак и да је човеково најстарије дете дечак. Можете ли да објасните зашто шансе да жена има два дечака нису једнаке шанси да човек има два дечака?

Што се тиче друге формулације вос Саванта је дала класични одговор да су шансе да жена има два дечака око 1/3, док су шансе да човек има два дечака око 1/2. У одговору на питање читаоца који је затражио од вос Васанте да спроведе анкету читалаца са тачно двоје деце, од којих је најмање једно дечак. Од 17,946 одговора, 35,9% је пријавило два дечака.
О вос Савантиним чланцима говорили су Чарлтон и Стансфилд 2005.у  чланку у Американ Статистикан-у. Аутори нису разговарали о могућој двосмислености у питању и закључују да је њен одговор тачан са математичке тачке гледишта, имајући у виду претпоставке да је вероватноћа да дете буде дечак или девојчица једнака, а да је пол другог детета независан од првог. Што се тиче њеног истраживања кажу да је "најмање потврђена исправна тврдња вос Саванте да су" шансе "постављене у првобитно питање, иако слично звуче, ипак су различите, а да је прва вероватноћа сигурно ближа 1 у 3 него 1 у 2. "
Чарлтон и Стансфилд су наставили да разговарају о заједничким претпоставкама парадокса дечака и девојчице. Они показују да су у стварности мушка деца заправо чешћа него женска деца, те да пол другог детета није независан од пола првог. Аутори закључују да, иако су претпоставке питања узете у обзир са супротним запажањима, парадокс и даље има педагошку вредност, јер "илуструје један од најинтересантнијих апликација условне вероватноће." Наравно, стварна вероватноћа вредности није битна; сврха парадокса је да покаже наизглед контрадикторну логику, а не стварне стопе наталитета.

### Информације о детету
Претпоставимо да смо рекли не само да господин Смит има двоје деце, а један од њих је дечак, али и да је дечак рођен у уторак: да ли то мења наше претходне анализе? Опет, одговор зависи од тога како ова информација долази до нас - какав процес селекције нам је донело ово знање.
Након традиције проблема, претпоставимо да тамо у популацији породице два детета, је пол двоје деце независан један од другог, подједнако вероватно дечак или девојчица, а да је датум рођења сваког детета независан од другог детета. Шанса рођења на било који дан у недељи је 1/7.
Знамо из Бајесове теореме да је вероватноћа два дечака, обзиром да је један дечак рођен у уторак је дао:
{\displaystyle P(BB|B_{T})={\frac {P(B_{T}|BB)P(BB)}{P(B_{T})}}}
Претпоставимо да је вероватноћа рођења у уторак  ε (ми ћемо прикључити 1/7 по доласку у опште решење). Први појам у бројиоцу је стога вероватноћа најмање једног дечака рођеног у уторак, с обзиром да породица има два дечака, или {\displaystyle 1-(1-\epsilon )^{2}} (један минус вероватноћа да ниједан дечак није рођен у уторак). Други термин у бројиоцу је једноставно 1/4, вероватноћа да постоје два дечака. Именилац је трикер; желимо вероватноћу да има најмање један дечак рођен у уторак у целом нашем узорку простора (породице два детета). Ту имамо 4 случајева да разматрамо: BB, BG, GB, GG. Сваки од ових јавља са вероватноћом 1/4.{\displaystyle P(B_{T}(GG))} је 0, нема дечака. {\displaystyle P(B_{T}(BG))} и {\displaystyle P(B_{T}(GB))} је ε, постоји један и само један дечак, па постоје ε шансе рођења у уторак. {\displaystyle P(B_{T}(BB))} је {\displaystyle \epsilon +\epsilon -\epsilon ^{2}}. То је шанса да један дечак рођен у уторак, плус шанса да је други дечак рођен у уторак, минус шанса да су обојица (овај термин произилази из чињенице да је P(A or B) P(A)+P(B) - P(A)P(B), претпостављајући да су A и B независни. Дакле, пуна једначина је:
{\displaystyle P(BB|B_{T})={\frac {(1-(1-\epsilon )^{2}){\frac {1}{4}}}{{\frac {1}{4}}0+{\frac {1}{4}}\epsilon +{\frac {1}{4}}\epsilon +{\frac {1}{4}}(\epsilon +\epsilon -\epsilon ^{2})}}={\frac {(1-(1-\epsilon )^{2})}{4\epsilon -\epsilon ^{2}}}}
Ако сада прикључите 1/7 за ε, налазимо да је вероватноћа 13/27, или око 0.48. У ствари, како ε тежи 0, укупна вероватноћа иде на 1/2, што је одговор који очекујемо када се узоркује једно дете (нпр. најстарије дете је дечак) и на тај начин уклоњен из базена могуће деце.
Вероватноћа да се породица са два детета састоји од дечака и девојчица, дечака рођеног у уторак, једнако 2 (дечак-девојчица или девојчица-дечак) пута 1/4 (два наведена пола) пута 1/7 (дечак рођен у уторак) = 1/14. Дакле, међу свим породицама са два детета са најмање једним дечаком рођеним у уторак, удео породица у којима је друго дете девојчица 1/14 подељен збиром 1/14 плус 13/196 = 0.5185185.
Чини се да смо увели сасвим небитне информације, али вероватноћа пола другог детета се драматично променила од онога што је било пре (шансу да је друго дете била девојчица је 2/3, кад нисмо знали да је дечак рођен је у уторак).
Ово је још увек мало веће од половине, али близу! Није тешко проверити да се како смо навели све више и више детаља о детету дечаку (на пример: рођен 1. јануара), шанса да је друго дете девојчица прииближава половини.
Међутим, да ли је заиста могуће да наша породица са децом са бар једним дечаком рођеним у уторак нам је достављена бирајући само једну насумично од толико таквих породица? Много је лакше замислити следећи сценарио. Знамо да господин Смит има двоје деце. Ми смо куцали на његова врата и дечак долази и отвара врата. Питамо дечака на који је дан у недељи је рођен. Претпоставимо да је дете које отвори врата одређено случајно! Тада је поступак био (1) одабери породицу са два детета насумице из свих породица са два детета (2) одабрати једно од двоје деце насумице, (3) види да ли је дечак и питај га на који дан је рођен. Шанса друго дете девојчица је 1/2. Ово је веома другачија процедура од (1) бирање породице са два детета насумице од свих породица са двоје деце, најмање један је дечак, рођен у уторак. Шанса да се  породица се састоји од дечака и девојчице је 0.5185815. ..
Ова варијанта парадокса дечака или девојчице се дискутује у многим интернет блоговима и предметима рада од стране Рума Фолка. Поука приче је да ове вероватноће не зависе само од информација које имамо пред собом, већ и од тога како смо дошли до те информације.

## Психолошко истраживање
Из позиције статистичке анализе релевантно питање је често нејасно и на као такво не постоји "тачан" одговор. Међутим, то не исцрпљује парадокс дечак или девојчица  јер није нужна двосмисленост која објашњава како је изведена интуитивна вероватноћа. Истраживање као што вос Саванта сугерише да већина људи усвоји разумевање Гарднеровог проблема да ако су усклађени то би их могло довести до 1/3 вероватноће одговора, али у великој мери људи интуитивно долазе до 1/2 вероватноће одговора. Не узимајући двосмисленост у обзир, ово чини проблем интереса психолошких истраживача који покушавају да разумеју како људи процењују вероватноћу.
Фокс и Левав (2004) су користили проблем (који се назива господин Смит проблема, приписан Гарднеру, али не гласи исто као Гарднерова верзија) за тестирање теорије о томе како људи процењују условне вероватноће. У овој студији, парадокс је постављен учесницима на два начина:
- "Господин Смит каже: 'Имам двоје деце и бар једно од њих је дечак.' Знајући ову информацију, која је вероватноћа да је друго дете дечак?"
- "Господин Смит каже: 'Имам двоје деце и није случај да су обе девојчице.'Знајући ову информацију. која је вероватноћа да су оба детета дечаци?"

Аутори тврде да прва формулација даје читаоцу погрешан утисак да постоје два могућа исхода за "друго дете", док друга формулација даје читаоцу утисак да постоје четири могућа исхода, од којих је један одбачен (проистиче 1/3 као вероватноћа да су оба детета дечаци,  јер постоје 3 преостала могућа исхода, само један од њих је да су оба детета дечаци). Студија је показала да је 85% испитаника одговорило 1/2 за прву формулацију, док је само 39% одговорило на тај начин у другој формулацији. Аутори тврде да је разлог због ког људи различито реагују на свако питање (заједно са другим сличним проблемима, као што су Монтихолов парадокс и парадокс Бертрандове кутије)употреба наивних хеуристика који не успевају да правилно дефинишу број могућих исхода.